# Episodi di Father Ted (seconda stagione)
La seconda stagione della serie televisiva Father Ted, composta da 10 episodi più un film Speciale, è stata trasmessa nel Regno Unito dal canale Channel 4 dall'8 marzo 1996 al 10 maggio 1996.
| nº                 | Titolo originale                         | Titolo italiano | Prima TV UK      | Prima TV Italia |
| ------------------ | ---------------------------------------- | --------------- | ---------------- | --------------- |
| 1                  | Hell                                     |                 | 8 marzo 1996     |                 |
| 2                  | Think Fast, Father Ted                   |                 | 15 marzo 1996    |                 |
| 3                  | Tentacles of Doom                        |                 | 22 marzo 1996    |                 |
| 4                  | Old Grey Whistle Theft                   |                 | 29 marzo 1996    |                 |
| 5                  | A Song for Europe                        |                 | 5 aprile 1996    |                 |
| 6                  | The Plague                               |                 | 12 aprile 1996   |                 |
| 7                  | Rock-a-Hula Ted                          |                 | 19 aprile 1996   |                 |
| 8                  | Cigarettes and Alcohol and Rollerblading |                 | 26 aprile 1996   |                 |
| 9                  | New Jack City                            |                 | 3 maggio 1996    |                 |
| 10                 | Flight into Terror                       |                 | 10 maggio 1996   |                 |
| Speciale natalizio | A Christmassy Ted                        |                 | 24 dicembre 1996 |                 |